# Colibri aux huppes d'or
Heliactin bilophus
Genre
Espèce
Répartition géographique
Statut de conservation UICN

 LC  : Préoccupation mineure
Statut CITES
Le Colibri aux huppes d'or, Heliactin bilophus, unique représentant du genre Heliactin, est une espèce de colibri de la sous-famille des Polytminae.
Son régime alimentaire normal se compose de nectar et de petits insectes.
Son battement d'ailes jusqu'à 90 fois par seconde apparaissant dans le livre Guinness des records.

## Distribution
Le Colibri aux huppes d'or est présent au Suriname, en Bolivie et au Brésil.